# Los amantes del engaño (película)
Los amantes del engaño, también conocida como La farsa (título original Mascarde), es una película francesa de 2022 dirigida por Nicolas Bedos. Estuvo protagonizada por Pierre Niney, Isabelle Adjani y François Cluzet.

## Sinopsis
Adrien, un prometedor bailarín cuya carrera truncó un accidente, vive bajo el cuidado de Martha, antigua actriz de cine. Un día, Adrien conoce a la hermosa Margot, una estafadora con quien se asocia para cometer un delito.

## Reparto
- Pierre Niney como Adrien
- Isabelle Adjani como Martha
- François Cluzet como Simon
- Marine Vacth como Margot
- Emmanuelle Devos como Carole
- Laura Morante como Julia
- Charles Berling como Jean-Charles
- Christiane Millet como Françoise
- James Wilby como Thomas
- Nicolas Briançon como Laurent Bardin
- Bruno Raffaelli como Serge Bazin
- Philippe Uchan como Claude
- Daniel Hanssens como el abogado de Simon
- Bérangère McNeese como la mujer de Peter Glau
- Rachel Bauchet como Ava